# Grastidium tozerense
Grastidium tozerense là một loài thực vật có hoa trong họ Lan. Loài này được (Lavarack) M.A. Clem. & D.L. Jones mô tả khoa học đầu tiên năm 1996.